# 1-й Съезд народов Востока
Первый Съезд народов Востока, организованный большевиками и Коминтерном, был проведён с 1 по 8 сентября 1920 года в Баку.

## История

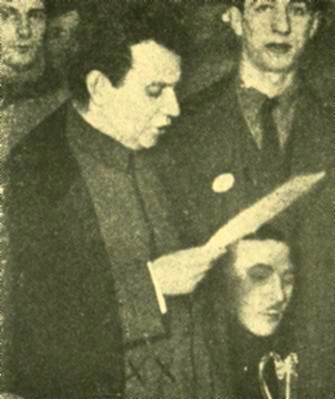
Зиновьев выступает на съезде

Работой съезда руководил Г. Зиновьев. Баку был избран местом проведения по предложению Карла Радека, который аргументом указал на то, что город был первой столицей, расположенной на Востоке советской социалистической республики. Баку впервые превратился в политический центр, где обсуждались важные вопросы международного масштаба.

Подготовки к первому съезду начались с июня 1920 года; в оргбюро входили такие политические фигуры как С. Орджоникидзе, Е. Стасова, Н. Нариманов, А. Микоян и др. Съезд открыл председатель СНК Азербайджана Нариман Нариманов.
«седой Восток, первый давший миру понятие о нравственности и культуре, сегодня будет… лить слезы, говорить о горе, о тяжких ранах, нанесенных ему капиталом буржуазных стран», и выразил уверенность в том, что «ознакомившись с положением друг друга… народы Востока объединятся и… разорвут цепи этого капитала…».
Работа съезда имела два направления:
1. Борьба с эксплуатацией и капиталом буржуазных стран
2. Вопросы соотношения религии, в частности ислама, и коммунистического движения в странах Востока.

На съезде по второму направлению был принят документ «Проект шариата», который содержал 15 разъяснений шариатских положений, соответствующих коммунистической доктрине.

## Участники
На первом съезде народов востока приняли около 2 тысяч представителей из 30 стран Востока. Участники съезда начали прибывать в Баку с августа месяца. Самыми крупными по численности делегациями стали турецкая, а затем иранская, которая в свою очередь была расколотой. В первый день съезда общее количество делегатов составило 2050, которые представляли 44 разных национальностей и этнических групп: участвовали делегации из Азербайджана, Ирана, Турции, Туркестана, Татарии, Башкирии, Армении, Грузии, Китая, Индии, Афганистана, горских народов Кавказа, узбеки, киргизы, туркмены, казахи, арабы, евреи, таджики, корейцы, калмыки и многие другие. Также на съезде присутствовали представители из Англии, Франции, Соединённых Штатов Америки, Голландии, Австрии, Венгрии, Болгарии, Японии и т. д. Больше половины участников съезда были коммунистами, а остальная часть либо принадлежала другим партиям, либо были беспартийными. Среди делегатов большую часть составляли мужчины и только 50 участников были женщинами. Известными участниками съезда были разведчик Джон Филби[прояснить], который выдал себя за араба, Яков Блюмкин, член иранской делегации, турецкий военный деятель Энвер-паша, который в 1918 году возглавлял турецкую армию, освободившую Баку. Почётными гостями первого съезда народов Востока были Бела Кун, Джон Рид, Хо Ши Мин, Мустафа Субхи.
Этнические принадлежности участников:
- Тюрки — 235
- Персы — 192
- Армяне — 157
- Русские — 104
- Грузины — 100
- Чеченцы — 82
- Таджики — 61
- Киргизы — 47
- Евреи — 41
- Туркмены — 35
- Кумыки — 33
- Лезгины — 25
- Осетины — 17
- Узбеки — 15
- Индусы — 14
- Ингуши — 13
- Джемшиды — 12
- Хазарейцы — 11
- Сарты — 10
- Кабардинцы — 9
- Китайцы — 8
- Курды — 8
- Авары — 7
- Поляки — 5
- Венгры — 3
- Немцы — 3
- Калмыки — 3
- Корейцы — 3
- Арабы — 3
- Текинцы — 2
- Абхазы — 2
- Башкиры — 1
- Украинцы — 1
- Хорваты — 1
- Чехи — 1
- Латыши — 1

Остальные делегаты не указали свои национальности.